# Park Narodowy Triglav

Mapa poglądowa (kliknij żeby powiększyć).

Park Narodowy Triglav (słoweń. Triglavski narodni park, w skrócie TNP) – jedyny park narodowy w Słowenii, zlokalizowany w Alpach Julijskich, w północno-zachodniej części kraju (przy granicy z Włochami i Austrią). Jego nazwa pochodzi od góry Triglav, najwyższego szczytu w Słowenii, wznoszącego się niemal w samym środku parku i górującego nad całym jego obszarem.

## Geografia
Zajmuje powierzchnię 838,07 km² i jest usytuowany na obszarze 8 gmin: Bled, Bohinj, Bovec, Gorje, Jesenice, Kobarid, Kranjska Gora, Tolmin. Składa się z dolin polodowcowych. Ukształtowanie parku jest górzyste z wieloma skalistymi wąwozami, potokami, jeziorami oraz alpejskimi łąkami. Kulminację stanowi szczyt Triglavu – 2864 m n.p.m., zaś najniższy punkt to wąwóz Tolminki – 180 m n.p.m. Inne wysokie szczyty parku: Škrlatica (2740 m n.p.m.), Mangart (2679 m n.p.m.), Jalovec (2645 m n.p.m.).

## Historia
Pomiędzy 1906 r., a 1908 r. pierwszą propozycję dotyczącą utworzenia obszaru ochrony wysunął słoweński sejsmolog i przyrodnik Albin Belar. Ze względu na brak wystarczających podstaw prawnych propozycja ta nie spotkała się z żadnym odzewem. Do tego obowiązujące na tym obszarze prawo wręcz zakazywało ograniczeń choćby w wypasaniu zwierząt hodowlanych. Pomysł został jednak ostatecznie wdrożony dopiero w 1924 r., obejmując jedynie Dolinę Jezior Triglavskich, czyli około 14 km² na okres 20 lat. W 1961 r., po wielu latach starań, ochrona tego regionu została odnowiona (tym razem na stałe) i nieco powiększona, obejmując obszar około 20 km² jako Park Narodowy Triglav. W 1981 r. Park Narodowy Triglav otrzymał nową koncepcję funkcjonowania i powiększył się do dzisiejszych rozmiarów, co obecnie stanowi 4 proc. powierzchni całej Słowenii.

## Flora
Na terenie parku występuje około 1600 gatunków roślin m.in. mikołajki alpejskie, różaneczniki kosmate, goryczki krótkołodygowe, szarotki alpejskie, lnice alpejskie.

## Fauna
W parku żyje ponad 7000 gatunków zwierząt m.in. niedźwiedzie brunatne, jelenie szlachetne, lisy, popielice szare, świstaki alpejskie, głuszce, sóweczki zwyczajne, pluszcze zwyczajne, pstrągi marmurkowe.